# Руски стил
Руски стил (историографски називи су: Руски стил, рус. русский стиль, Псеудо-руски стил, рус. псевдорусский стиль, Нео-руски стил, рус. нео-русский стиль, Руско-Византијски стил, рус. русско-византийский стиль) је правац у руској архитектури 19. и почетка 20. века, заснован на коришћењу традиције руске националне архитектуре препетровског периода и руске народне уметности, као и елемената Византијске архитектура повезана са њима. Настала је као резултат жеље руског друштва да у уметности изрази идеје идентитета и националности, стављајући јасно до знања шта је израз националног духа, шта разликује нацију од других, што је такође повезано са коренима националне културе.
Руски стил је настао у контексту барокне архитектуре средине 18. века и у почетку је био повезан са релативно уским кругом споменика. Од 1830-их почиње да се шири Русијом, покривајући нове типове грађевина, показујући све научнији приступ оживљавању различитих слојева руске културе. Ширење руског архитектонског стила достигло је врхунац у другој половини 19. века и наставило се све до Октобарске револуције 1917. године, која је прекинула природни развој овог процеса.
Различите фазе у развоју руског стила су националне верзије заједничких европских архитектонских стилова – еклектицизма, националног романтизма или сецесије.
Појам руски стил обично се протеже и на групу примењених уметности које заједно са архитектуром учествују у организацији предметно-просторног окружења човековог станишта – намештај, расветна тела, декоративно и орнаментално сликарство и штукатуре, разна дела мале архитектура.

## Терминологија
Термини који означавају правац у руској архитектури друге половине 19. и почетка 20. века, повезани са потрагом за оригиналним националним стилом, и даље су нетачни, а појединачнe појаве које су постојале у оквиру овог правца нису дефинисане.
Назив „руско-византијски стил“, који се појавио почетком 19. века, који су савременици често скраћивали са „византијски стил“, означавао је различите примере национално оријентисане архитектуре као што је „тонска архитектура“ (према К. А. Тону), која нема везе са византијским прототиповима и структурама које имитирају моделе кавкаске и балканске архитектуре. Појам „руски стил“, који се појавио у другој половини 19. века, ујединио је још хетерогеније појаве – од малих дворских ванградских зграда 1830-их у „пејсанском стилу“, идеализујући живот сељаштва, до масивних дрвених парковских зграда и изложбених павиљона 1870-их, као и великих јавних зграда 1880-их.
Руски стил захтевао је одговарајуће попуњавање ентеријера. Врубелов „ Садко “  је изванредан пример скулптуре од мајолике која комбинује руске мотиве и трагања у сецесији .

Питање генезе „неоруског стила” (други назив је новоруски) је дискутабилно. Е. И. Кириченко, А. В. Икоников и бројни други аутори сматрају неоруски стил „правцем“, „опцијом“ или „национално-романтичком граном“ сецесије. Према Д. В. Сарабјанову, неоруски стил је постојао као варијанта унутар сецесије, иако је чинио покушаје да се осамостали. М. В. Нашчокина и Е. А. Борисова сматрају да се неоруски стил и сецесија не могу идентификовати. Е. И. Кириченко разликује неоруски стил, као правац сецесије, и руски стил, као један од архитектонских трендова еклектицизма, на нивоу разлика у тумачењу узорака домаће архитектуре од стране архитеката и методама обликовања које користе:
„Стилизација је карактеристична за сецесију, за разлику од еклектицизма, за који је типична стилизација.<…> Стилизација се заснива на визуелно поузданом (реалистичком) рекреирању наслеђа прошлости. <...> ... пружа могућност коришћења било ког облика архитектуре прошлости у било којој комбинацији. У стилизацији је другачији однос према узорку. Уметнике занима опште, природа односа елемената и облика, целина, а не детаљ, посебно. Опште карактеристике и препознатљивост узорка су очуване. Међутим, сами узорци, када се поново креирају, трансформишу се у складу са новим укусима. <...> То се ради без икакве жеље за историјском тачношћу и тачношћу репродукције извора.”
Д. В. Сарабјанов сматра да истраживачи архитектуре с правом деле руски и неоруски стил: „Заиста, граница између њих је линија која раздваја еклектицизам и сецесија“.
В. Г. Власов, следећи В. Г. Лисовског, разликује три главне фазе развоја „националног стила“: руско-византијски стил 1830-их, „руски стил“ средине 19. века (укључујући „други Тоновски“ или „кровни стил“)и неоруски стил модерног периода. „Руски стил“ се разликује од других етапа по својој пажњи према древним руским споменицима 17. века, углавном Москви и Јарослављу, и сељачкој дрвеној архитектури, иако се интересовање за ову другу појавило на самом почетку 19. века. Покретачи „руског стила“ били су А. Н. Олењин, кнез Г. Г. Гагарин, И. Е. Забелин, Ф. Г. Солнцев, сам цар Николај I и многе друге личности руске културе.

## Фазе развоја

### 1800-1850-те. Уметничка археологија
На прелазу из 18. у 19. век, личности руске културе по први пут су покушале да професионално разумеју разлике између руске и западноевропске уметности средњег века. У том погледу карактеристична је била експедиција 1809-1811, коју је организовао Алексеј Олењин, са циљем „откривања и описивања античких споменика“. Ове студије нису одмах попримиле систематски карактер, прекинут Отаџбинским ратом 1812. године. С друге стране, Отаџбински рат је дао подстицај расту патриотских осећања у друштву, што је утицало на проучавање историјских споменика и развој уметности. Појавило се „сликање народних сцена“ (види Венецијановску школу), у књижевности позивање на фолклор и народни језик. Током 1820-их и 1830-их, часопис „Отечественные записки” бавио се упознавањем јавности са „исторвијским споменицима“.
Током 1800-их, Олењин је објавио низ радова везаних за руску палеографију и историју: „О бици код Липицка и шлему Александра Невског“, „О древном персијском прстену пронађеном у Торжоку“, „Белешка о месту сахране кнеза Дмитрија Пожарског” и др. Сви чланци научника били су праћени илустрацијама или археолошким скицама. Године 1809. истраживач је од цара Александра I добио субвенцију за прву археолошку експедицију, коју је водио историчар и археолог Константин Бороздин, уз учешће археолога и палеографа Александра Ермолајева и уметника И. А. Иванова. Рута експедиције укључивала је Велики Новгород, Твер, Можајск, Калугу, Зарајск, Рјазањ и друге древне градове. Тако је Алексеј Олењин постао покретач нове врсте активности у проучавању древне руске уметности, која је међу његовим савременицима названа „уметничка археологија“.
Након што је Олењин 1817. дошао на чело Академије уметности, заинтересовао се за улогу историје, археологије и етнографије у обликовању погледа уметника и улогу уметности у проучавању и очувању историјског наслеђа, што је резултирало идејом о стварању „уметничке археологију”, којом је разумео не само археолошке скице историјских објеката материјалне културе и архитектонских споменика, већ и њихово свеобухватно проучавање, опис и атрибуцију. Олењин је увидео потребу за практичном применом таквих дела у области архитектуре, историјског сликарства и декоративне и примењене уметности. Постепено је дошао на идеју да створи „Комплетан сликарски курс археологије и етнографије за уметнике“ и „Атлас руске историје“, чији би значајан део требало да заузимају илустрације. Да би спровео своје идеје, научник је у почетку привукао уметника Ермолајева као асистента, а касније Фјодора Солнцева.
Заједно са Солнцевом, Олењин је припремио и објавио неколико уметничких и археолошких публикација: „Рјазанске руске антиквитете“, „Искуство о одећи, оружју, моралу, обичајима и степену просветљења Словена“, „Изглед или портрет Великог војводе Свјатослава Игоревича“, „Старине Босфора Кимеријског“ и др. Најважнија фаза у развоју уметничке археологије било је откривање и објављивање „Рјазанских старина“ — ризнице XII века откривене 1822. године у близини села Стари Рјазањ. Издавање „Рјазанских руских старина” омогућило је увођење уметничке археологије у сталну научну и уметничку праксу. Следећа прекретница у развоју уметничке археологије била је публикација 1849-1853, након смрти Алексеја Олењина, „Антиквитети руске државе“. Књигу је чинило око три хиљаде цртежа Фјодора Солнцева: погледи на древне градове и манастире, храмове, древне грађевине, ентеријере, скице, мере и планове древних грађевина, скице одеће, црквеног прибора, старих књига, уметничких предмета,занати, етнографске скице и тако даље.
„Уметничка археологија“ је имала огроман утицај на формирање националног романтичарског тренда у руској уметности 19. века. Формирање руско-византијског стила касније је зависило од успеха „археолога“, пошто су практичним архитектима пружили неопходне информације о историјским споменицима који би могли постати прототип модерне архитектуре. Случај који је започео Алексеј Олењин касније су наставили Иван Снегирјев, Александар Велтман, Фјодор Рихтер и Владимир Суслов.

### 1810-1830-те. Дворска народна варијанта
1810-1820-их година у Санкт Петербургу, највећи архитекти из периода Руског царства први пут су почели да свесно користе облике народне и средњовековне руске архитектуре у свом дизајну. Отаџбински рат 1812. године послужио је као природна граница која раздваја две етапе у развоју домаће архитектуре у првој трећини 19. века, посебно у националном романтичарском правцу: овај период је морао да убрза процес одвајања паневропског и националне варијанте романтизма. У архитектонској пракси, улогу катализатора овог процеса играо је фолклорни правац националног романтизма, заснован на традицијама народног градитељства. У западној Европи слични процеси су се најјасније испољили у настанку села Марије Антоанете у парку Версај, које је изразило романтичну жељу да се реконструишу станови у стилу швајцарских колиба.
У Русији су таква тражења у архитектури била директно повезана са државним поретком и жељом да се ухвати „општенародно учешће“ у Отаџбинском рату 1812. У таквим пројектима по први пут су почеле да се конкретизују идеје елита о народној уметности: буколичке слике „сељака”, карактеристичне за сентиментализам, почеле су да се замењују сликама „правих сељака и њиховог животног окружења”., иако су били снажно идеализовани. Прво искуство у овом правцу био је пројекат Карла Росија из 1815. године за сложени развој села Глазово код Павловскаја са дрвеним кућама истог типа, намењеним за насељавање ветерана Отаџбинског рата. У две предложене верзије, архитекта је представио идеализоване слике сељачких колиба, које су сумирале идеје о дрвеним зградама руског севера, користећи резбарене орнаменте као украс. Током 1820-их, Росијев план је делимично спроведен, али зграде нису опстале. Године 1820. архитекта је ревидирао своју шему за пројекат забавног павиљона Blockhaus Nikolskoe који је наручио пруски краљ Фридрих Вилхелм III, изграђен исте године у Потсдамском парку. Варијанта овог пројекта је коришћена 1826. године приликом изградње „руске колибе“ за стражара у цркви Александра Невског у Потсдаму.
Након Росија, развојем фолклорне теме су се бавили и други истакнути архитекти овог периода. Године 1823. Огист Монферан је створио неколико пројеката везаних за проширење парка Екатерингофски у близини Санкт Петербурга, посебно пројекте за фарму и кафић или руски ресторан. Ово последње је личило на две сељачке брвнаре под забатним крововима. Архитекта је касније у свом раду прибегао фолклорној теми: 1820-их је израдио неколико пројеката „дрвене куће код Царског Села“, која је такође показала сличности са традиционалним сељачким становима.
Тридесетих година 19. века, Андреј Стакеншнајдер, дворски архитекта цара Николаја I, користи у пројектовању фолклорну тему. Године 1835. у парку Луговои на Бабигонским висовима подигнута је брвнара са помоћном зградом према пројекту архитекте, подражавајући имање имућног сељака. На истом месту, по пројекту Штакеншнајдера, подигнута су узорна села у руском стилу, названа по царевој деци: Сашино, Санино, Олино, Марино и Костино.
Такав дизајн историчари архитектуре не сматрају независним утврђеним правцем. Напомиње се да су мотиви руског стила који су настали у овом периоду били изнутра повезани са композиционим и волуметријско-просторним техникама класицизма, па, 1820-их, „није било разлога да се о њима говори [руски стил и нео- Готика] као самостални трендови, а још више као „упарени стилови”, сугеришући уметничку једнакост са стилом империје“.

### 1830-1850-те. Руско-византијски стил
Један од првих праваца који се појавио у оквиру руског стила је „руско-византијски стил“ који је настао 1830-их година у архитектури цркава. Први пример грађевина у овом стилу је православна црква Александра Невског у Потсдаму, коју је пројектовао Василиј Стасов. Освећење храма обављено је у септембру 1829. године.
Развој овог правца олакшала је веома широка подршка владе, пошто је руско-византијски стил оличавао идеју континуитета између Византије и Русије. Руско-византијску архитектуру карактерише позајмљивање низа композиционих техника и мотива византијске архитектуре, најјасније оличених у „узорним пројектима” цркава Константина Тона 1840-их година. Тон су изграђени Саборни храм Христа Спаситеља, Велика палата Кремља и Палата оружја у Москви, као и катедрале у Свеаборгу, Јелецу (Вазнесење Господње), Томску, Ростову на Дону и Краснојарску.

### 1840-1850-те. Прављење неформалног руског стила
Дизајн неформалног, супротстављеног званичном руско-византијском, руском стилу пао је на крај 1840-их. Намера развоја новог правца била је жеља да се отараси академског и класичног приступа пројектовању, жеља да се искористе исконско народне архитектонске форме и да им се да посебан карактер. У архитектури је, због специфичности ове врсте уметности, било немогуће приказати друштвени сукоб, критику, протест, па је акценат новог правца стављен на једну од основних одредби естетике новог реалистичког и демократска уметност –  националност. Националност се у руском стилу схватала прилично широко: шаре, орнаменти, мотиви сељачких предмета, као и дрво као материјал народног градитељства постали су симболи националности.
Једнако вредни су били и облици средњовековне руске камене архитектуре, пошто је предпетровска уметност аутоматски сврстана у народну уметност. У исто време, само споменици и мотиви таквих периода руске историје, где се националност најјасније манифестовала, на пример, градска црквена архитектура средине 17. века, постали су преферирани прототипови. Коришћење не условно идеализоване „руске“ архитектонске форме, као у делу Константина Тона, већ форме интерпретиране познавањем њених историјских карактеристика, а понекад и директном употребом индивидуалних карактеристика одређене грађевине, савременици су сматрали истинским поштовањем за народну културу манифестација „народног духа“.
Оснивач незваничног правца је архитекта Алексеј Горностајев (1808-1862), који је, као и његови савременици, пројектовао у различитим стиловима, од касног класицизма до неомауританизма, али је ушао у историју управо као пионир незваничне верзија руског стила. Критичар В. В. Стасов је написао:

В. В. Стасов. „Гласник лепих уметности“:
„... 40-их година. цела Русија је била дужна да гради на Тонов начин. Ниједан архитекта се није усуђивао да се препусти слободном лету своје маште, није се усудио да изгради оно што је сам замислио ... Горностајев је био са нама, у питању архитектуре, исти иноватор какав је Федотов био у питању сликарства ... Ово двоје људи, који су изашли из масе, изашли су са својим свежим, наивним народним осећањем, створили су оно што нам је недостајало пре њих ... народну уметност засновану на народним елементима.”

— 1888
И. А. Монигети (1818-1878), који је стварао углавном дела у области уметничке индустрије, такође се помиње као пионир незваничног тренда. Попут Горностајева, Монигети се у свом раду ослањао на форме древне руске архитектуре и народне орнаменталне мотиве и није трпео „академско углачавање“.
Током 1840-их и раних 1850-их, незванични правац стила развија се у сенци званичног руско-византијског, који је првенствено био повезан са деспотизмом и цензуром Николајевског режима. Смрћу Николaja I 1856. године, у периоду јавног узлета у припреми сељачке реформе, раста капиталистичких односа, државна власт је изгубила утицај на ток уметничког процеса у Русији. Од друге половине 1850-их, руско-византијски стил бледи у други план, почиње својеврсно „златно доба“ незваничног руског стила, које добија демократску обојеност карактеристичну за ово време.

### 1860-1870-те. Демократска верзија руског стила
Уметничке одлике руског стила 1860-1870-их биле су типолошки везане за передвижнике. Посебно је била јасна сличност између идеологије народњака и руског стила Ропет-Хартмана. Најкарактеристичнији гласноговорник идеја демократске верзије руског стила био је критичар Владимир Стасов, типичан шездесетогодишњак, чији се поглед на свет заснивао на идеалима демократије, хуманости, просветитељства и идеји стварања народног и националне културе. Према Стасову, стил Ропет-Хартмана „као да је окренуо архитектуру ка народу“.
Виктор Хартман је био једна од најсјајнијих личности у архитектури постреформног периода и најдоследнији представник демократског правца руског стила. Архитекта је пројектовао углавном зграде за масовну употребу: павиљоне за Сверуску мануфактурну изложбу 1870. у Солт Тауну, војно одељење на Политехничкој изложби 1872. у Москви, салу народних читања за изложбу 1870. године, народно позориште за изложбу из 1872, штампарију Мамонтов у Леонтјевској улици, стамбене куће Дабо, Долникова, Малкиел у Москви, бројне пројекте сеоских дача (дача Мамонтових у Кирееву и Теремоку у Абрамцеву), многе скице за уметничку индустрију - намештај , кандила, кутије за иконе, самовари, посуђе. Демократска природа руског стила у његовом стваралаштву изражена је у доследној посвећености сељачким заплетима у орнаментици - шарама за вез, народним резбаријама, ткању простирки, декорацији предмета за домаћинство. У архитектури је демократичност Хартмановог стила изражена у промишљању композиционе структуре (у Хартмановим зградама је у потпуности одбачена хијерархија својствена класицизму у композицији), повећању декоративности (чврста орнаментика претвара зидне површине у „џиновске орнаменталне плоче“) и коришћење јефтиних материјала.
Средином 1860-их, док су још студирали на Академији уметности, Иван Богомолов, Александар Валберг и Иван Ропет, по узору на Хартмана, почели су да раде у области примењене уметности, укључујући и фабрику намештаја Татишчов. Пратећи Хартмана, користили су народне мотиве као прототипове. Најпознатији од тројства био је Ропет, чији је ауторски стил добио заједнички назив "ропетовщина". На прелазу из 1860-их у 1870-е Ропетови мотиви, првобитно коришћени у ентеријерима, пренети су у архитектуру. Ропетовски правац се уобличио као стил дрвених сеоских дача и стамбених зграда на полусеоским периферијама, где је фино резано резбарење изгледало најприкладније.
Радови присталица демократске верзије руског стила објављени су у часопису архитекте Анатолија Рајнбота „Мотиви руске архитектуре”, који је излазио од 1874. до 1880. године. Око часописа су се груписале присталице фолклорне верзије руског стила. Међу редовним ауторима, поред издавача Хартмана и Ропета, били су Иван Богомолов, Александар Бруни, Михаил Кузмин, Иполит Монигети, Александар Волберг, Константин Лигин, Михаил Преображенски, Фјодор Харламов, Николај Никонов, Раиса Космакова, Карл Рахау. Представљени у "Мотивима руске архитектуре" увраж, без изузетка, направљени су помоћу мотива позајмљених из народне уметности. Пројекти за даче, школе и сеоске куће имали су сељачку колибу као прототип, иако је њихов састав показао утицај древних руских дворских зграда, енглеске и домаће градње сеоских кућа 1830-их и 1840-их; у пројектима храмова оживљене су композиционе шеме дрвене храмовне архитектуре руског села; Извор орнаментике су биле декорације дрвених сеоских колиба, сељачки вез, шаре на тканини, резбарије и слике које су красиле сељачко дрвено посуђе и предење, као и орнаменти предпетринских рукописа.
Демократска верзија руског стила била је најупечатљивији феномен у архитектури 1860-их и 1870-их, углавном због јавног негодовања који је произвео. Рад других представника руског стила - И. С. Богомолова, Н. Ф. Харламова, И. П. Кудрјавцева, А. Л. Гуна, М. А. Кузмина, А. И. Валберга, Н. П. Басина - у овом времену се развијао у правцу који су поставили Горностајев и Хартман. Осамдесетих година 19. века, после убиства Александра II, популизам је доживео кризу и постепено силазио са позорнице јавног живота. Исти процеси одвијали су се и са демократском верзијом руског стила, чије је постојање заправо престало 1870-их година.

### 1870-1890-те. Археолошка проучавања тла
Демократска верзија руског стила две деценије је остала доминантна у националном романтичарском правцу руске уметности, али су се други постепено формирали у њеној сенци. Седамдесетих година 19. века настала су два нова тренда у руском стилу: археолошки и земљани. Ови правци су били више аристократски у избору прототипова, црпили су инспирацију не из мотива сељачке архитектуре и примењене уметности, већ из црквене и дворске архитектуре предпетринског периода. Демократска верзија руског стила остала је једина у којој су се разликовале народност и националност, а акценат је стављен управо на националност мотива, његову припадност сељачкој култури. У другим правцима народност и националност сматрани су синонимима. За „почвенникове” је народни дух оличен у православљу, у званичном руском стилу – у самодржављу, „археолози” су националност и народност сматрали оригиналношћу, посебношћу.
Седамдесетих година 19. века формиран је археолошки правац руског стила, у коме је нагласак био на проучавању архитектонских облика који су давали јединствену оригиналност руској архитектури. Мото „археолога” био је „тачно познавање националног наслеђа, искључујући могућност мешања у новопројектованим грађевинама елемената различитих времена и различитих карактеристика”. Руководилац овог правца руског стила је архитекта Лев Дал, који је започео активну истраживачку и књижевну активност 1870-их и промовисао оригиналност, њено оживљавање у архитектури на научној основи. Присталице овог тренда груписане су око часописа „Архитекта“, који излази од 1872. године. Важан део овог правца било је проучавање античких споменика. Дал је, од 1872. до 1878. године, сваке године вршио експедиције по Русији, током којих су скицирани и мерени архитектонски мотиви и детаљи - архитрави, портали, тремови, галерије, профили венаца, прозорске решетке и црквене ограде, дрвене резбарије, резбарене лепезе и сељачке колибе.
Лев Дал је своју архитектонску праксу углавном водио у губернији Нижњи Новгород, где је реализовао већину својих пројеката. Његов рад одликовао се како поузданом репродукцијом елемената средњовековне руске архитектуре, тако и органским спојем традиција староруске и романичке архитектуре, будући да је архитекта био специјалиста и за западноевропску културу. Највећи посао у који је Дал директно учествовао био је дизајн нове сајамске саборне цркве Александра Невског, чију је коначну верзију извео Далов следбеник, провинцијски архитекта из Нижњег Новгорода Роберт Килевајн. Прототипови храма били су Црква Благовештенског пука у Санкт Петербургу (архитекта Константин Тон) и стара шаторска саборна црква Борисоглебског у Старици (1558-1561). Остала Далова велика дела су: црква у име Светог Александра Невског у дворишту Феодоровског Городецког манастира у Канавини (1867-1870), капела Серафимско-Понетајевског манастира (1868), црква Александра Невскогм, Феодоровски-Городецки манастир (1872-1883), вероватно по његовом пројекту, Космодемјанска црква је подигнута у Нижњем Новгороду (1872-1890).
Паралелно, 1870-их, формирала се милитантно агресивна верзија руског стила Владимира Шервуда заснована на тлу. „Почвенников” су занимале опште основе руског стила, као својеврсног система израженог кроз заједништво, „катедралност” народног живота. У староруској архитектури тражили су, пре свега, опште узоре, као манифестације „интегритета народне културе“, са циљем да их оживе у модерној архитектури. Шервуд је изградио свој архитектонски концепт на основу доктрине представника позног словенофилства Николаја Данилевског, према којој сваки народ изражава одређену идеју, преносећи је у својој култури. Шервуд је веровао да је његов задатак да разуме како се идеја руског народа манифестује у уметности и да кроз то формулише „вечне законе лепоте који су у њеној основи.“
Шервуд је сматрао да је бесмислено рекреирати руски стил на основу сељачке културе, супротстављајући му још једну слику - храмску архитектуру, јер је „религија у древној Русији била готово једини вођа интелектуалног живота народа, потпуно продирући у приватни живот. Црквени стил, који је изражавао духовну идеју народа, прешао је и у грађанску архитектуру. Архитекта је сматрао да је московски Кремљ идеал руске националне архитектуре.
Архитекта је главну идеју видео у проналажењу неких „општих закона“ обликовања карактеристичних за древну руску архитектуру и развоја модерног националног стила заснованог на овим обрасцима, а не појединачним облицима. На основу композиционих конструкција споменика 16. и 17. века, архитекта је издвојио неколико „општих закона“ древне руске архитектуре: комбинација спољашњег и унутрашњег изгледа зграде; разноврсност планирања (структура „виле” и „одељења”); „закон груписања“, према коме одвојени делови морају да чине јединствену интегралну структуру; закон „ширине“, који је подразумевао пожељну употребу у композицији облика блиских квадрату.
Као оличење теорије о тлу руског стила, појавила се зграда Историјског музеја у Москви (1874-1883, заједно са Анатолијем Семјоновим), у чијем пројекту је Шервуд настојао да оствари све своје теоријске постулате. У образложењу пројекта објекта, његови аутори напомињу: „Нисмо препознали могућност да се на фасаде пројектованог објекта прикаче детаљи објеката 16. века у њиховој тачној копији, пошто је у овом случају таква дело не би било уметничко дело, већ компилација, која представља археолошки мозаик, лишен јединства. Као резултат тога, зграда чији је пројекат у току изградње добијала је прилично оригинално архитектонско решење, изражено у комбинацији композиционих техника развијених у Шервудовој теорији (распоред по принципу прстенасте енфиладе, израз унутрашњи простор кроз пластичност волумена) са детаљима и формама које су приближно репродуковале историјске декоративне елементе и мотиве (шатори, лукови са висећим теговима, мува, кокошници).
Композиционе технике које је развила Шервудова теорија, као што је зграда „вила”, показале су се као најлакше за примену у пројектовању релативно малих урбаних вила. На списку дела земљишног правца налазе се, поред Историјског музеја, московске виле Игумнов (1892, архитекта Н. И. Поздејев), Цветков (1899-1901, уметник В. М. Васњецов), Шчукин (архитекта Б. В. Фреинденберг); у провинцијској архитектури - зграда Градске Думе у Владимиру (1904-1907, архитекта Јаков Ревјакин) и пролаз Блиновског у Нижњем Новгороду (1876-1878, архитекта Александар Бруни).

### 1880-1890-те. Званични академски смер
На прелазу из 1870-их у 1880-е, званично-академски тренд у архитектури поново је постао активан у руској уметности. Као главни представник овог тренда сматра се архитекта Николај Султанов, који је изнео монархистичко-лојалну теорију, у којој се појава и постојање руског стила повезивало искључиво са вољом и подршком монарха. Султанов је постао једини представник националног романтичарског покрета који је отворено имао негативан став према демократској верзији руског стила. Према ставовима архитекте, академизам, који су одбацили сви остали представници руског стила, био је обавезан знак званичне националности. Пошто је био поштовалац академске уметности, Султанов је ренесансу сматрао узором који му је импресионирао особине као што су аристократизам, идеализованост, каноничност, као и уметничке одлике – помпозност и државност.
Султанов је у свом раду привукао академизам „у службу” руског стила, који је био изражен у еклектичној комбинацији наслеђа ренесансе и древне руске архитектуре. Уџбенички пример оваквог приступа био је споменик Александру II у Кремљу (1893-1898, вајар Павел Жуковски). Комбинујући академизам и званичну националност, споменик је, према речима Султанова, одговарао „стилу Кремља, који је мешавина италијанских облика са руским... Према овоме, споменик Александру II је спој два стила : по општем изгледу и облицима крова, ова грађевина је потпуно руска, ау детаљима - ова зграда је у стилу ренесансе... и по боји материјала - злата, сребра и камења разних раса, и по свом стилу је сасвим у складу са општим карактером италијанско-руског Кремља“.
Друга важна грађевина архитекте, која је изразила његову теорију, била је катедрала Петра и Павла у Петерхофу. Мање „италијанске“ форме, била је исто тако помпезна и класична по духу. С једне стране, Петропавловска катедрала је пројектована у облицима руске архитектуре средине 17. века, са друге стране, обухватала је централно-аксијалну структуру карактеристичну за класицизам. Истовремено, храм је био „претерано грандиозан, потиснут офанзивном снагом квантитативних карактеристика – величине, висине, обиља декора“.
Под утицајем Султанова архитектонски мотиви средине 17. века постају обавезни атрибут грађевина руског стила, не само у црквеној, већ и у грађанској архитектури. Султанов је 1881. године у чланку „Препород руске уметности” написао: „Овај московско-руски стил достиже свој највећи, иако далеко од потпуног, развој у 17. веку. и представља нам узорке самосталне руске уметности. Овакво виђење развоја руске архитектуре делили су многи представници руског стила касног 19. века, у чијем тумачењу је највећи процват самосталне руске уметности насилно прекинут реформама Петра I, а теза о недовршености развоја руске уметности 17. века која је из тога следила одредила је програм „националног препорода”: наставак развоја руског стила из периода средње и друге половине. 17. века.
Програм „националног препорода” архитекта Алфред Парланд је доследно изразио у пројектовању цркве Спаса на Крви у Санкт Петербургу. Скоро све елементе тродимензионалне композиције и декоративне елементе архитекта је позајмио из споменика Москве и Јарославља 17. века. У складу са естетиком позног еклектицизма, из примарних извора одабрани су најбогатији и најсложенији елементи. С друге стране, као присталица академске уметности, Парланд је настојао да ове форме приближи „идеалу савршенства”, користећи симетрију и правилност карактеристичну за класицизам, наглашену „исправношћу” цртачких детаља.
Једина област у којој се најпотпуније одразио службено-академски правац је црквеноградња. Година 1880-1890-их подигнуто је много цркава, варирајући композиције и детаље цркава средине 17. века на најразноврснији начин - Богородице Грузијске у Никитникима и Рођења у Путинки у Москви, у селима Останкина, Маркова, Тајнинског и других у близини Москве, који су преосмишљени на основу церемонијалних симетричних шема класицизма. Такве структуре су се одликовале грандиозношћу у величини, помпозношћу и сувишношћу декора – особинама које су сматране симболима моћи државне власти. Михаил Преображенски, Александар фон Гоген, Василиј Косјаков, Херман Грим, петербуршки епархијски архитекта Николај Никонов радили су у складу са званичним академским трендом крајем 19. века и почетком 1900-их.

### Архитектонска пракса 1870-1890-их
Радови главних представника различитих трендова у руском стилу - Дахл, Шервуд, Султанов - могли би се лако повезати са архитектонским теоријама које су они изнели. Зграде званичног правца одликовале су се већим академизмом, археолошким - директном имитацијом облика примарних извора, тлом - интересовањем за уметнички систем руске архитектуре. Међутим, у пракси су разлике између њих биле суптилне, пошто су детаљи позајмљени из камене архитектуре 16.-17. века били широко коришћени, сви архитекти руског стила користили су једну архитектонску методу. Већина грађевина великих архитеката с краја 19. века – Николаја Шохина, Александра Каминског, Дмитрија и Михаила Чичагова, Александра Попова, Александра Резанова, Антонија Томишка, Александра Померанцева, Михаила Преображенског и других – могла би се са једнаком вероватноћом приписати и једном и другом тлу па и археолошким, па и академским правцима, будући да се често сва три правца нису толико супротстављала, већ допуњавала у архитектонској пракси.

Највеће потешкоће у дизајну изазвале су „модерне“ вишеспратнице велике дужине, у којима је било немогуће репродуковати сликовитост груписања маса карактеристичних за изградњу вила или композицију древног руског храма. У овом случају репродуковани су само појединачни декоративни елементи истргнути из контекста – украси прозора, уоквиривање лучних галерија, орнаменти од цигле – ивичњаци, тркач, мува и тако даље, повремено бачвасти кровови и кровови шатора, лучни тремови са висећим теговима су коришћени. Ови елементи су, у ствари, служили као врхунци аксијалних композиција, које датирају из традиције класицизма. Такве структуре, које су комбиновале сва три правца руског стила, укључују зграду Московске градске думе, Горњи и Средњи трговачки ред на Црвеном тргу, Заиконоспасски ред, позориште Корш и Рај.
- Примеры
- Имање Локалова у селу Велики, Јарославска област, пример је стања вредног споменика руског стила у провинцији.
- Кућа Игумнов (1888-1895) у Москви један је од најсјајнијих примера стила
- Кућа Второва у Иркутску (1897) архитекте В. А. Шретера
- Кућа Пороховшчикова (1871-1872) архитекте А.Л. Гуна - током изградње је доживљавана као манифест панславизма. Пројекат је добио награду на Светској изложби у Бечу
- Зграда Владимирске Градске Думе (1906-1907)
- Здање Владимирске Градске Думе (1906-1907)

### Почетком 20. века
Почетком 20. века развија се „неоруски стил” (међу историчарима архитектуре не постоји консензус да ли овај изданак руског стила треба издвојити као самосталан). У потрази за монументалном једноставношћу, архитекте су се окренуле древним споменицима Новгорода и Пскова и традицијама архитектуре руског севера. На зградама овог правца понекад лежи отисак стилизације у духу северне модерности. У Санкт Петербургу је „неоруски стил“ нашао примену углавном у црквеним зградама Владимира Александровича Покровског, Степана Кричинског, Андреја Петровича Аплаксина, Хермана Грима, мада су и неке стамбене куће грађене у истом стилу (типичан пример је Куперманову кућу, коју је саградио архитекта А. Л. Лишневски у Плуталовој улици). Михаил Артинов, који је углавном радио у Кијеву, користио је неоруски стил за украшавање својих зграда (на пример, Лукјановски народни дом, 1900-1902, Кијев; профитабилна кућа Снежко и Хлебникова, 1899-1901, Кијев).
Према скици С. В. Маљутина 1903. године, украшена је фасада зграде Руског античког музеја у Смоленску. Често је Маљутин, у складу са стилом, украшавао ентеријер намештајем са резбаријама и сликама (Перцова кућа у 
Москви). Сергеј Маљутин је кренуо другачијим путем у стварању цркве Светог Духа у Талашкину. Користио је појединачне елементе грађевинске технологије 11.-13. века и дизајн крстокуполне цркве, употпуњене куполом од лука изнад степенастог брда кобичастих кокошника. Фасада храма била је богато украшена.
Занимљив пример неоруског стила (са одликама модерности) је црква Спаситеља Нерукотворина у Кљазми, коју је у част 300. годишњице Романових саградио архитекта В.И.
Архитектуру Санкт Петербурга у стилу обележава дело архитекте А. А. Бернардазија - профитабилна кућа П. К. Колцова (1909-1910) на углу Енглеске авеније и Официрске улице (данас Декабристов), која је добила популарни назив "Вила". Кућа прича“ (уништена у Другом светском рату).
Руски павиљони које је дизајнирао Ф. О. Схекхтел на међународној изложби у Глазгову 1901. године постали су надалеко познати. Пројектовао је и фасаду Јарославске железничке станице у Москви.
Историчари архитектуре су изнели мишљење да је неоруски стил ближи сецесији него историзму, а то се разликује од „руског стила“ у његовом традиционалном смислу.